# LR(k)-Grammatik
In der theoretischen Informatik und dem Compilerbau bezeichnet LR(k)-Grammatik eine spezielle kontextfreie Grammatik, welche die Grundlage eines LR-Parsers bildet.
Man nennt eine kontextfreie Grammatik {\displaystyle \mathrm {LR} (k)}-Grammatik, wenn jeder Reduktionsschritt eindeutig durch {\displaystyle k} Symbole der Eingabe (sogenannter Lookahead) bestimmt ist. Das bedeutet, die Frage, zu welchem Nichtterminalsymbol mit welcher Regel als Nächstes reduziert werden soll, kann eindeutig mit Hilfe der nächsten {\displaystyle k} Symbole der Eingabe bestimmt werden.
Ein Unterschied der Sprachklasse, die mit {\displaystyle \mathrm {LR} (k)}-Grammatiken beschrieben werden kann, zeigt sich nur für die beiden Fälle {\displaystyle k=0} und {\displaystyle k>0}. Die Ausdrucksstärke von kontextfreien Grammatiken wird von {\displaystyle \mathrm {LR} (1)} nicht erreicht. Damit gibt es für alle {\displaystyle k\in \mathbb {N} } kontextfreie Grammatiken, zu denen es keine äquivalente {\displaystyle \mathrm {LR} (k)}-Grammatiken gibt, zum Beispiel eine inhärent mehrdeutige Sprache. Man nennt die durch {\displaystyle \mathrm {LR} (k)}-Grammatiken definierte Sprachklasse auch deterministisch kontextfreie Sprachen.
{\displaystyle {\mathcal {L}}(\mathrm {LR} (0))\subsetneq {\mathcal {L}}(\mathrm {LR} (1))={\mathcal {L}}(\mathrm {LR} (2))=\cdots ={\mathcal {L}}(\mathrm {DPDA} )\subsetneq {\mathcal {L}}(\mathrm {PDA} )} (DPDA = Deterministic Push-Down Automaton, PDA = Push-Down Automaton)

## Formale Definition LR(k)-Grammatik
Eine kontextfreie Grammatik {\displaystyle G=\left(N,\Sigma ,P,S\right)} ist {\displaystyle \mathrm {LR} \left(k\right)}-Grammatik genau dann, wenn für alle Rechtsreduktionen der Form
| {\displaystyle \alpha \beta w}  | {\displaystyle \Leftarrow _{r}\alpha Aw} | {\displaystyle \Leftarrow _{r}^{*}} |                   |
|                                 |                                          |                                     | {\displaystyle S} |
| {\displaystyle \gamma \delta x} | {\displaystyle \Leftarrow _{r}\gamma Bx} | {\displaystyle \Leftarrow _{r}^{*}} |                   |

mit {\displaystyle w,x\in \Sigma ^{*};\alpha ,\beta ,\gamma ,\delta \in (N\cup \Sigma )^{*};A,B\in N} und {\displaystyle first_{|\alpha \beta |+k}(\alpha \beta w)=first_{|\alpha \beta |+k}(\gamma \delta x)} gilt: 